# Mimoun Azizi

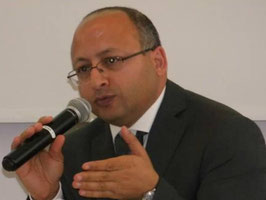
Mimoun Azizi während eines Vortrages über Demenz

Mimoun Azizi (* 1972 in Hagen) ist ein deutscher Schriftsteller, Referent, Politikwissenschaftler, Neurologe, Psychiater, Psychotherapeut, Palliativmediziner, Geriater und Notfallmediziner sowie Soziologe und Philosoph. Er hält deutschlandweit Vorträge zu Themen bezüglich Integration (Migration), Politik, Islam, kultursensible Versorgung in der Medizin, Professionalisierung muslimischer Vereine sowie jener psychiatrischer und neurologischer Natur.

## Leben
Mimoun Azizi wuchs in Hagen auf. Seine Familie stammt aus Marokko. Nach seinem Studium der Humanmedizin in Essen ließ er sich zum Facharzt für Neurologie, Psychiatrie und Psychotherapie ausbilden. Nebenbei absolvierte er ein Studium der Politikwissenschaften und Soziologie und Philosophie an der Fernuniversität Hagen. Er kooperiert außerdem mit der Organisation „Sterben in der Fremde e.V.“, welche sich mit dem Umgang mit Leben und Tod in Bezug auf kulturelle Hintergründe beschäftigt.
Azizi engagiert sich für die Integration von Muslimen und den Kampf gegen Extremismus. Er fördert den interreligiösen sowie interkulturellen Dialog. Er setzt sich für homosexuelle muslimische HIV-Patienten ein. Außerdem hat er durch Vorträge das Thema Sterbehilfe bei muslimischen Patienten thematisiert und kooperiert hierbei u. a. mit christlichen Wohlfahrtsverbänden wie Caritas und Diakonie. Er initiierte die Gründung eines islamischen Wohlfahrtsverbandes, zu dessen Aufgaben auch die Hospizarbeit und der Aufbau eines Palliativnetzwerkes für muslimische Patienten gehört. Azizi informiert zudem über Drogenmissbrauch und Wege aus der Sucht. Er ist an der Gestaltung, Ausarbeitung und Etablierung der transkulturellen Psychiatrie in Deutschland beteiligt. Azizi ist Initiator und Unterzeichner der Freiburger Deklaration.
Azizi war von September 2021 bis März 2025 Chefarzt für Geriatrie und Neurogeriatrie am AKH Celle. Seit 1. April 2025 ist Azizi Chefarzt der Klinik für Geriatrie und Neurogeriatrie im Klinikverbund Südwest in Sindelfingen.

## Rücktritt vom Projekt derIbn-Ruschd-Goethe-Moschee
Mimoun Azizi war Gründungsmitglied der Ibn-Ruschd-Goethe-Moschee. Er  erklärte am 17. Juni 2017 über Facebook – einen Tag nach Eröffnung der Moschee –, er wolle sich „aus persönlichen Gründen“ aus dem politischen Diskurs zurückziehen. Am 21. Juni 2017 gab er ebenfalls über Facebook bekannt, er habe sich in den letzten Jahren nur als Tarnung unter die „selbsterklärten Reformmuslime“ gemischt, um eine politikwissenschaftliche Untersuchung über „Islamkritik, Islamhass und Islamophobie“ durchzuführen, die er für einen „antimuslimischen Faschismus“ halte. Eine Sprecherin der Ibn-Ruschd-Goethe-Moschee erklärte, sie habe seit den Erklärungen keinen Kontakt mehr zu Azizi. Kurz vor der Eröffnung der Moschee habe er Seyran Ateş telefonisch seinen Rückzug mitgeteilt und sei auch nicht bei den Eröffnungsfeierlichkeiten anwesend gewesen. Da Azizi und seine Familie in der Vergangenheit schon mehrfach von islamischen Fundamentalisten bedroht worden waren, gab es Spekulationen, dass dieser Widerruf unter Zwang erfolgte.

## Werke
- Repetitorium Neurologie. 3. Auflage. Re Di Roma Verlag, 2022, ISBN 978-3-98527-616-5
- Repetitorium Psychiatrie. 3. Auflage. Re Di Roma Verlag, 2022, ISBN 978-3-98527-625-7
- Repetitorium Neurosenlehre und psychosomatische Medizin. 1. Auflage. Re Di Roma Verlag, 2014, ISBN 978-3-86870-638-3.
- Sufismus: Die Begegnung mit dem Ich. Re Di Roma Verlag, 2014, ISBN 978-3-86870-624-6.
- Dichter und Denker im Islam. Re Di Roma Verlag, 2013, ISBN 978-3-86870-574-4.
- Der Islam. Re Di Roma Verlag, 2013, ISBN 978-3-86870-558-4.
- Mit Marion Wiegelmann: Unser Meer hat kein Ufer. Re Di Roma Verlag, 2013, ISBN 978-3-86870-528-7.
- Die verdrängte Kultur: Eine kurze Einführung in die Geschichte des Orients. Re Di Roma Verlag, 2012, ISBN 978-3-86870-446-4.
- Der Schrei aus dem Serail. Re Di Roma Verlag, 2012, ISBN 978-3-86870-424-2.
- Mit Mohammed Azizi: Machtprobe am Nil. Re Di Roma Verlag, 2009, ISBN 978-3-86870-106-7.
- Nietzsche, Freud und die Psychoanalyse. Dr. Kovač, Hamburg 2017, ISBN 978-3-8300-9661-0.
- Der Islam gehört zu Europa: Warum der Islam Teil der europäischen Identität ist. Re Di Roma Verlag, 2017, ISBN 978-3-96103-239-6
- Der Arabische Frühling: eine gescheiterte Revolution. Dr. Kovač, 2018, ISBN 978-3-8300-9830-0